# Médaille du Centenaire (Canada)
Pour les articles homonymes, voir Médaille du Centenaire.
La médaille du Centenaire a été créée en 1982 pour rendre hommage à des personnes et à des organismes qui ont contribué d'une manière importante aux objectifs de la Société royale du Canada et pour souligner les liens de cette dernière avec des organisations internationales.

## Lauréats

### 1982
- Henry F. Angus
- R.E. Bell
- S.D. Clark
- W.H. Cook
- C.E. Dolman
- Henry Duckworth
- Robert Folinsbee
- Claude Fortier
- G.M. Harrison
- Gerhard Herzberg
- Larkin Kerwin
- Kaye Lamb
- Maurice Lebel
- Léon Lortie
- A.R.M. Lower
- Joseph Pearce
- Guy Sylvestre
- H.G. Thode
- J.T. Wilson
- D.M. Baird
- James Gibbard
- J.T. Henderson
- W.C. Hood
- J.W. Hopkins
- L.E. Howlett
- R.H. Hubbard
- Léopold Lamontagne
- Séraphin Marion
- Fernand Ouellet
- D.A. Ramsay
- S.C. Robinson
- J.M. Robson
- C.P. Stacey
- G.J. Thiessen
- E. Whalley
- K. Whitham
- K.D. McRae
- K.U. Ingold
- Milton Bell
- T. Blachut
- G.C. Butler
- A.M. Fallis
- Kenneth Hare
- Vallance Jones
- G.C. Laurence
- R.F. Legget
- W.B. Lewis
- J.L. Locke
- Denis Szabo
- Marc-Adélard Tremblay
- Paul Wyczynski
- Morris Zaslow
- George Garland
- Francess Halpenny
- D.G. Hurst
- K.J. Laidler
- A.G. McKay
- Jacques Monet
- Pierre Garneau
- The Duke of Edinburgh
- Roland Michener
- Andrew Huxley
- Édouard Bonnefous
- Edward Schreyer
- Pierre Elliott Trudeau
- Bora Laskin
- Jean Marchand
- Jeanne Sauvé
- William Davis
- Richard Hatfield
- Peter Lougheed
- Paul Germain
- André Fortier
- Gordon MaNabb
- Tim Porteous
- Stuart Smith
- President of the Polish Academy of Science
- President of the Royal Society of South Africa
- Maurice Leroy
- Roger Guindon
- W.E. Taylor Jr.
- Wilfred I. Smith
- Guy Sylvestre
- J.K. Galbraith
- Pierre George
- Jacques Henripin
- Sylvia Ostry
- Frank Press
- Francis Sparshott

### Après 1982
- 1983 - Alain Gourdon
- 1986 - Henry Regier
- 1986 - Mel Hurtig et James Marsh
- 1988 - Jean Pouilloux
- 1988 - Horace Krever, M.T. Aye et Rod Fraser
- 1989 - R.G. Worton, L.-C. Tsui et J.R. Riodan
- 1990 - Les responsables du Dictionnaire biographique du Canada
- 1993 - Thomas H. Clark
- 1994 - L'Atlas historique du Canada
- 2002 - Eric Kandel
- 2005 - Ernest McCulloch et James Till